# Eberhard Weber
Eberhard Weber (ur. 22 stycznia 1940 w Stuttgarcie) – niemiecki kontrabasista i kompozytor jazzowy.
Jako muzyk charakteryzuje się specyficznym sposobem frazowania i tonacją. Kompozycje Webera są mieszanką chamber jazzu, muzyki poważnej, minimalizmu i ambientu, są uważane za typowy przykład brzmienia wytwórni ECM. Weber jest także reżyserem teatralnym i telewizyjnym.
Był jednym z pierwszych muzyków używających kontrabasu elektrycznego

## Życiorys
Pierwsze nagrania Webera pochodzą z początku lat sześćdziesiątych. Pierwszą płytę sygnowaną własnym nazwiskiem, The Colours of Chloë (nr w katalogu ECM 1042) wydał w roku 1973.
W latach sześćdziesiątych najważniejszym współpracownikiem Webera był Wolfgang Dauner. Ich współpraca obejmowała wiele projektów o różnorakim charakterze, poruszali się w obszarach od free jazzu poprzez jazzową awangardę po jazz-rock i muzykę teatralną. Jednym z ważniejszych wspólnych projektów obu muzyków było trio, które utworzyli wraz z Fredem Bracefulem. Było ono czasem uzupełniane przez Gila Evansa.
Po wydaniu The Colours of Chloë Weber nagrał jeszcze dziesięć płyt pod własnym nazwiskiem, wszystkie dla wytwórni ECM. Współpraca z tą wytwórnią zaowocowała także wieloma nagraniami z muzykami z jej kręgu, m.in. z Garym Burtonem (Ring, 1974; Passengers, 1976;), Ralphem Townerem (Solstice, 1975; Solstice/Sound and Shadows, 1977), Patem Methenym (Watercolors, 1977). Przez wiele lat współpracował z Janem Garbarkiem, z którym nagrał 9 płyt.
W 1975 Weber założył zespół Colours. W jego skład wchodzili saksofonista Charlie Mariano, grający na fortepianie i syntezatorach Rainer Brüninghaus i perkusista Jon Christensen. Nazwa zespołu nawiązywała do tytułu pierwszej solowej płyty Webera. Po nagraniu pierwszej płyty Yellow Fields (1975) zespół opuścił Christensen, który został zastąpiony przez Johna Marshalla. W tym składzie grupa nagrała jeszcze dwie płyty, Silent Feet (1977) i Little Movements (1980), dużo koncertując. Rozpadła się w roku 1980.
Na początku lat osiemdziesiątych Weber rozpoczął trwającą do dziś współpracę z brytyjską piosenkarką Kate Bush, grając na czterech spośród jej pięciu ostatnich albumów (The Dreaming, 1982; Hounds of Love, 1985; The Sensual World, 1989; Aerial, 2005).
W czerwcu 2007 roku Weber zachorował na udar mózgu, co wstrzymało jego występy. W wywiadzie udzielonym niemieckiemu Die Welt Weber przyznał, iż prawdopodobnie już nigdy nie będzie mógł grać.
W listopadzie roku 2009 został laureatem nagrody im. Alberta Mangelsdorfa. W tym samym czasie został wydany box zawierający nagrania zespołu Colours dla ECM.

## Dyskografia solowa
- The Colours of Chloë (1973)
- Yellow Fields (1975)
- The Following Morning (1976)
- Silent Feet (1977)
- Fluid Rustle (1978)
- Little Movements (1980)
- Later That Evening (1982)
- Chorus (1984)
- Orchestra (1988)
- Pendulum (1993)
- Endless Days (2001)